# Patio de Escuelas (Salamanca)

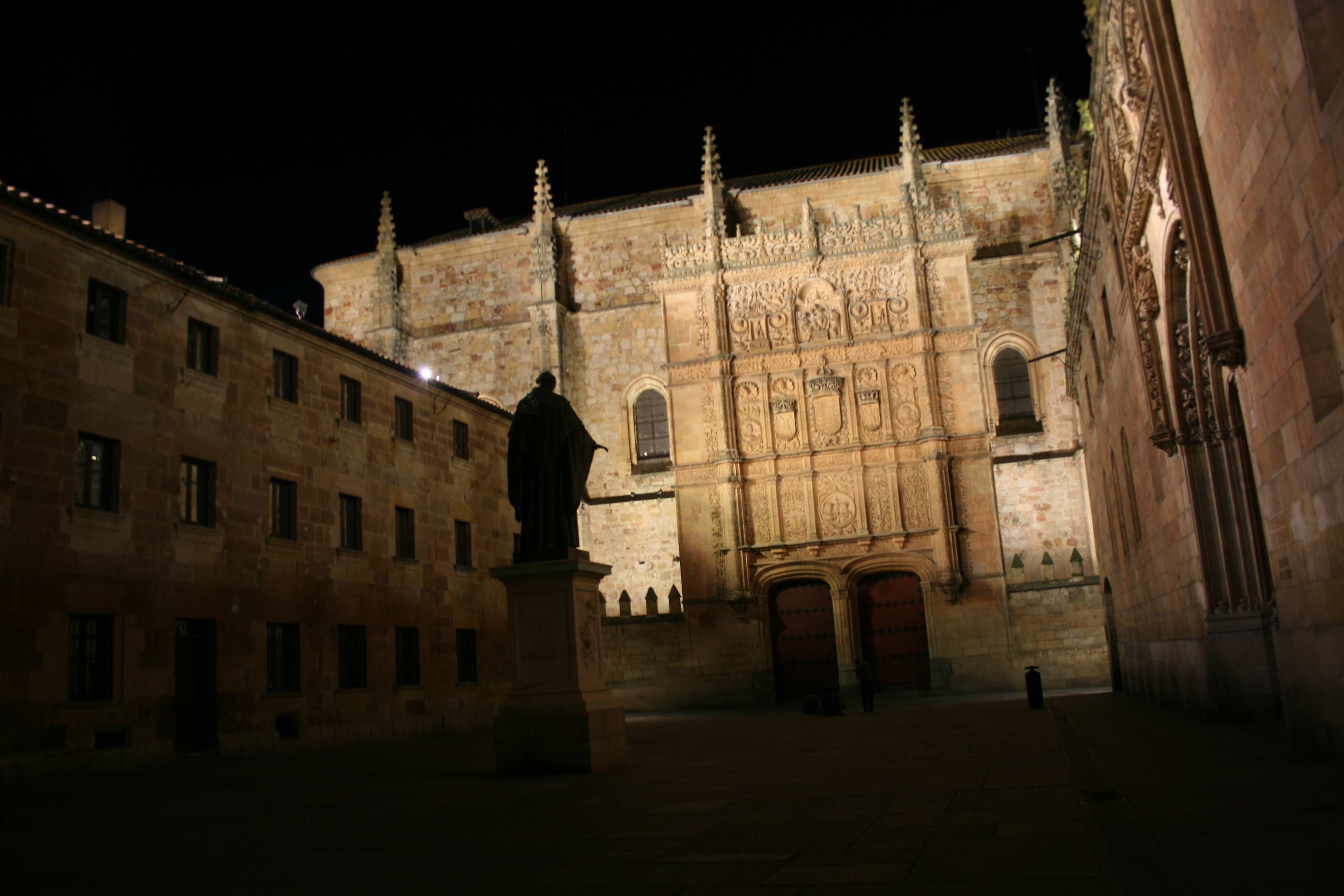
Vista nocturna del Patio de Escuelas.

El Patio de Escuelas es el nombre de la plazoleta que se abre delante de la fachada plateresca del edificio de las Escuelas Mayores de la Universidad en Salamanca.

## Historia
La plaza se construyó entre 1609 y 1611, según autorización real de Felipe III y de acuerdo con el proyecto presentado por Juan Gallo de Andrada, permitiendo una mejor visión de los monumentos. 
Es una plaza cuadrangular donde se abren las fachadas de los Edificios históricos de la Universidad: el de Escuelas Mayores, el de Escuelas Menores y el Hospital del Estudio. Otros edificios de la plaza son la Casa de los Doctores de la Reina (que alberga el Museo de Salamanca) y la Casa de los Gatos.
En su centro hay una estatua de Fray Luis de León, obra de Nicasio Sevilla, erigida en 1869 por suscripción popular e inspirada en la figura de Aristóteles de la Escuela de Atenas de Rafael.
En las paredes de este patio todavía pueden verse las pintadas que, con un Vítor encarnado, celebraban el doctorado de los estudiantes.